# Katete
Katete è una città dello Zambia, parte della Provincia Orientale e capoluogo del distretto omonimo. La città si trova lungo la Great East Road e amministrativamente è formata da diversi comuni che ne costituiscono l'area urbana.